# Inge Machts
Inge Machts  (* 23. November 1909 in Friedenau bei Berlin als Ottilie Ingeborg Braumüller; † 6. April 1999 in Hannover) war eine deutsche Leichtathletin und Sportfunktionärin.

## Leben

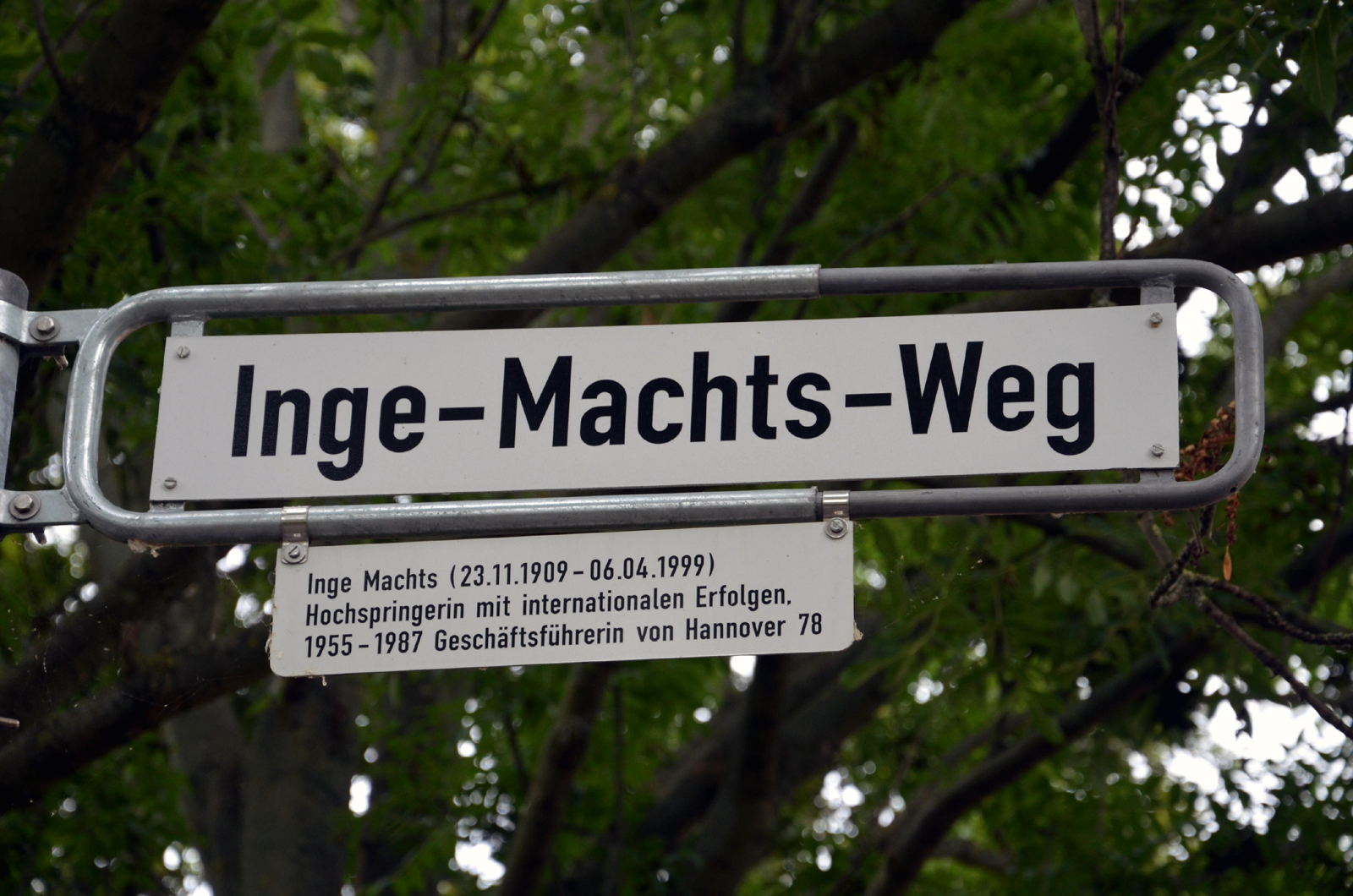
Die Legendentafel des Inge-Machts-Wegs im Sportpark hinter den Gebäuden des LandesSportBundes Niedersachsen informiert u. a. über „internationale Erfolge“ der Leichtathletin ...

Inge Braumüller war die ältere Schwester von Ellen Braumüller. Inge nahm an den Olympischen Spielen 1928 in Amsterdam teil und belegte im Hochsprung den siebten Platz. Bei Deutschen Meisterschaften gewann sie 1929 den Titel, mehrfach wurde sie Zweite oder Dritte. Am 8. August 1930 gewann sie in Darmstadt die Studentenweltmeisterschaft in drei Disziplinen (Hochsprung, Weitsprung, 100-Meter-Lauf); ihre dort erzielten 1,559 m im Hochsprung wurden in der Presse als neuer deutscher Rekord bezeichnet.
Einen weiteren Titel holte Braumüller noch im selben Jahr, indem sie bei den Frauen-Weltspielen in Prag mit 1,57 m – ihrer persönlichen Bestleistung – gewann.
Nach ihrer aktiven Zeit wurde sie Geschäftsführerin von Hannover 78.

## Auszeichnungen
- 1928: Deutsche Meisterschaften im Hochsprung, Bronzemedaille[4]
- 1929: Deutsche Meisterin im Hochsprung[4]
- 1930: Deutsche Vizemeisterin im Hochsprung[4]
- 1930: Studentenweltmeisterin (International University Games)
- 1930: Siegerin bei den Frauen-Weltspielen in Prag
- 1931: Deutsche Vizemeisterin im Hochsprung[4]
- 1932: Deutsche Meisterschaften im Hochsprung, Bronzemedaille[4]
- 2010 (posthum): Benennung eines Weges südöstlich der AWD Hall im Sportpark Hannover in Inge-Machts-Weg[5]